# Sobtzick
Sobtzick – rodzina raciborskich przedsiębiorców.
Rodzinną firmę założył Feliks Sobtzick, która początkowo zajmowała się sprzedażą na jarmarkach i odpustach pierników i świec własnej produkcji. W 1828 roku przy ul. Nowej 15 uruchomił swoją piekarnię, a jego wyroby docenił nawet sam król pruski Fryderyk Wilhelm IV. W 1852 roku syn Feliksa, Franz, prowadząc już piekarnię i ciastkarnię, otworzył pierwszą cukiernię w mieście przy ulicy Nowej. Przekształcił zakład rzemieślniczy ojca w nowoczesne przedsiębiorstwo. W 1868 roku uruchomił pierwszą na Śląsku fabrykę czekolady napędzaną parą wodną. Pod koniec XIX wieku Franz odkupił i przebudował postawiony kilkanaście lat wcześniej dom przy ul. Drzymały 32 na swoją reprezentacyjną siedzibę, zwaną Sobtzick-Villa (pol. Willą Sobtzicków).  W 1881 roku Franz wybudował podobną fabrykę we Wrocławiu, a w roku 1904 filię w Monachium. Jego sklepy firmowe działały w takich miastach jak Monachium, Berlin i Gdańsk.
Po śmierci Franza właścicielami firmy zostali jego synowie: Franz i Herman. W 1910 roku w firmie pracowało 1261 osób, w tym 863 kobiet. Pod koniec lat 20. XX wieku nazwa zakładu została zmieniona na Roka-Werke (pol. Zakłady Roka). W wyniku kryzysu gospodarczego z końca lat 20. XX wieku przedsiębiorstwo zbankrutowało. Herman Sobtzick został urzędnikiem administracji prowincji i otrzymał małe mieszkanie przy ul. Staszica. Anna Sobtzick, wdowa po radcy handlowym Franzu zamieszkała w klasztorze szarych sióstr św. Elżbiety przy ul. Solnej, gdzie otrzymała własny pokój.